# Camille Senon
Camille Senon, née le 5 juin 1925 à Oradour-sur-Glane, est une syndicaliste française.
Survivante du « tramway d'Oradour-sur-Glane » (10 juin 1944), membre de l'Association des familles des martyrs d'Oradour-sur-Glane, elle a été présidente nationale de l'Association du Souvenir des fusillés du Mont-Valérien (1975-1980), présidente nationale de l'Association nationale des familles des fusillés et massacrés de la Résistance française (1981-1986). Elle milite pour la mémoire de la Résistance et de la déportation.

## Biographie

### Le massacre d'Oradour-sur-Glane
Petite fille de François Senon, cultivateur à Oradour-sur-Glane, et fille de Martial Senon, ouvrier journalier, soldat gazé lors de la Guerre de 1914-1918, revenu à Oradour-sur-Glane comme cantonnier, tous deux massacrés par les Allemands le 10 juin 1944, Camille Senon ne doit qu'au hasard d'avoir échappé au massacre de 643 enfants, femmes et hommes de la bourgade du Limousin ce jour-là.
Travaillant à Limoges, elle prend l'après-midi de ce samedi 10 juin le tramway pour rentrer chez ses parents au Repaire, hameau voisin d’Oradour. Elle accomplit le trajet depuis Limoges et arrive à son village natal alors que les soldats SS viennent d'y accomplir leurs crimes.
Depuis ce jour, Camille Senon n'a de cesse de transmettre la mémoire de ces horreurs. Inlassablement elle accompagne les visiteurs, témoigne dans les écoles, dans la presse, manifeste contre le nazisme, contre les guerres et leur cortège de tueries, pour la paix entre les peuples :

« Aurai-je assez vécu pour tous ceux qui sont morts ? »

#### Le procès de Bordeaux (1953)
En 1953, Camille Senon témoigne lors du procès des auteurs du massacre d'Oradour-sur-Glane, à Bordeaux. Sur le banc de l'accusation ne se trouvent que vingt et un accusés sur les quelque cent soldats qui ont déferlé sur le village martyr, vingt et un comparants ayant appartenu au premier bataillon de la division Das Reich, division qui a laissé dans son sillage des traces sanglantes en Russie, avant de poursuivre son périple d'incendies, de fusillades et de pendaisons à partir de la région de Montauban.
Leurs chefs sont absents au procès, dont le chef de la division, le général Heinz Lammerding, qui avait reçu mission du maréchal Gerd von Rundstedt, chef du commandement suprême des armées allemandes du front de l’Ouest, de faire mouvement vers la Normandie, tout en prêtant main-forte aux unités de la Wehrmacht du Sud-Ouest et du Massif central « pour nettoyer ces régions des bandes communistes en frappant durablement l’esprit des populations et en agissant sans aucun ménagement. »
Sur les quatorze Alsaciens mis en accusation en 1953 au procès de Bordeaux, douze avaient été sans conteste incorporés de force, à l’âge de 17 et 18 ans. Ces « douze enfants de l’Alsace martyre » sont rejoints par un homme, emprisonné depuis la fin de la guerre, qui a été le seul à reconnaître, au cours du procès, qu’il avait participé au massacre. Enfin, le quatorzième homme, chef du groupe lors du massacre d’Oradour, reconnaît s’être engagé volontairement et sera jugé comme traître à sa patrie.
Le procès, qui suscite des polémiques violentes, son verdict puis l'amnistie votée précipitamment par les députés laissent un sentiment amer d'injustice aux rescapés et aux familles des victimes qui considèrent qu'Oradour a été « tué deux fois ». Le criminel de guerre Lammerding, jamais extradé d'Allemagne, meurt « dans son lit » en 1971.

### L'après-guerre: militantisme syndical, politique et associatif
Ayant réussi le concours pour travailler aux PTT en 1945, elle y accomplit sa carrière. Nommée à Paris-chèques en 1950, elle devient une militante syndicaliste de la Fédération CGT des PTT. Secrétaire du syndicat des chèques postaux de Paris, une des plus grosses entreprises tertiaires de main d'œuvre féminine de la région parisienne puis du syndicat des services financiers, elle est une des dirigeantes de la fédération « postale » de 1960 à 1975. Elle participe aux grèves qui secouent la profession en 1953, 1968 et 1974. Elle est en retraite en 1985.
Parallèlement à son activité de militante syndicale et au Parti communiste, auquel elle adhère en 1951, elle s'investit dans les associations des familles de victimes du nazisme. Membre de l'Association des familles des martyrs d'Oradour-sur-Glane, avec sa mère, dès la fin 1944, elle est longtemps active dans l'Association des familles de fusillés et massacrés de la Résistance, (aux côtés de Mathilde Gabriel-Péri), dont elle devient présidente, dans l'Association du Souvenir des Fusillés du Mont Valérien, et à la direction de la Fédération nationale des déportés et internés résistants et patriotes (FNDIRP).
En 2014, elle figure sur la liste du Front de gauche aux élections municipales de 2014 à Limoges.

### Distinctions
- Légion d'honneur :
  - Chevalier en 1982
  - Officier en 2009
- Palmes académiques en 2008
- Ordre national du Mérite Elle refuse publiquement la proposition faite par le Premier ministre Manuel Valls le 17 mai 2016 de la nommer commandeur dans cet ordre en se déclarant « solidaire des luttes menées depuis deux mois par les salariés, les jeunes, une majorité de députés et de Français contre la loi travail que vous venez d'imposer par le 49-3. » Ce refus a un écho non négligeable dans les médias[12],[13].

## Hommage
Le 29 juin 2021, une « Allée Camille Senon » est inaugurée à Saint-Junien en (Haute-Vienne).
En mai 2024, sort un album de BD, Oradour 1944, L'Innocence assassinée (scénario : Jean-François Miniac ; dessin : Bruno Marivain ; supervision pour moitié : Robert Hébras ; éditions Anspach) dont Camille Senon est l'un des protagonistes principaux.

## Publication
- Camille Senon : survivante du tramway d'Oradour-sur-Glane : aurai-je assez vécu pour tous ceux qui sont morts ?, écrit avec la collaboration de Guy Perlier, Brive-la-Gaillarde, éditions Les Monédières, 2013  (ISBN 978-2-36340-048-2)

### Filmographie
- Camille Senon, la dame du pays rouge, documentaire de François Perlier, Leitmotiv Production, 53 min, 2017, fiche du film